# 산 마르틴 광장

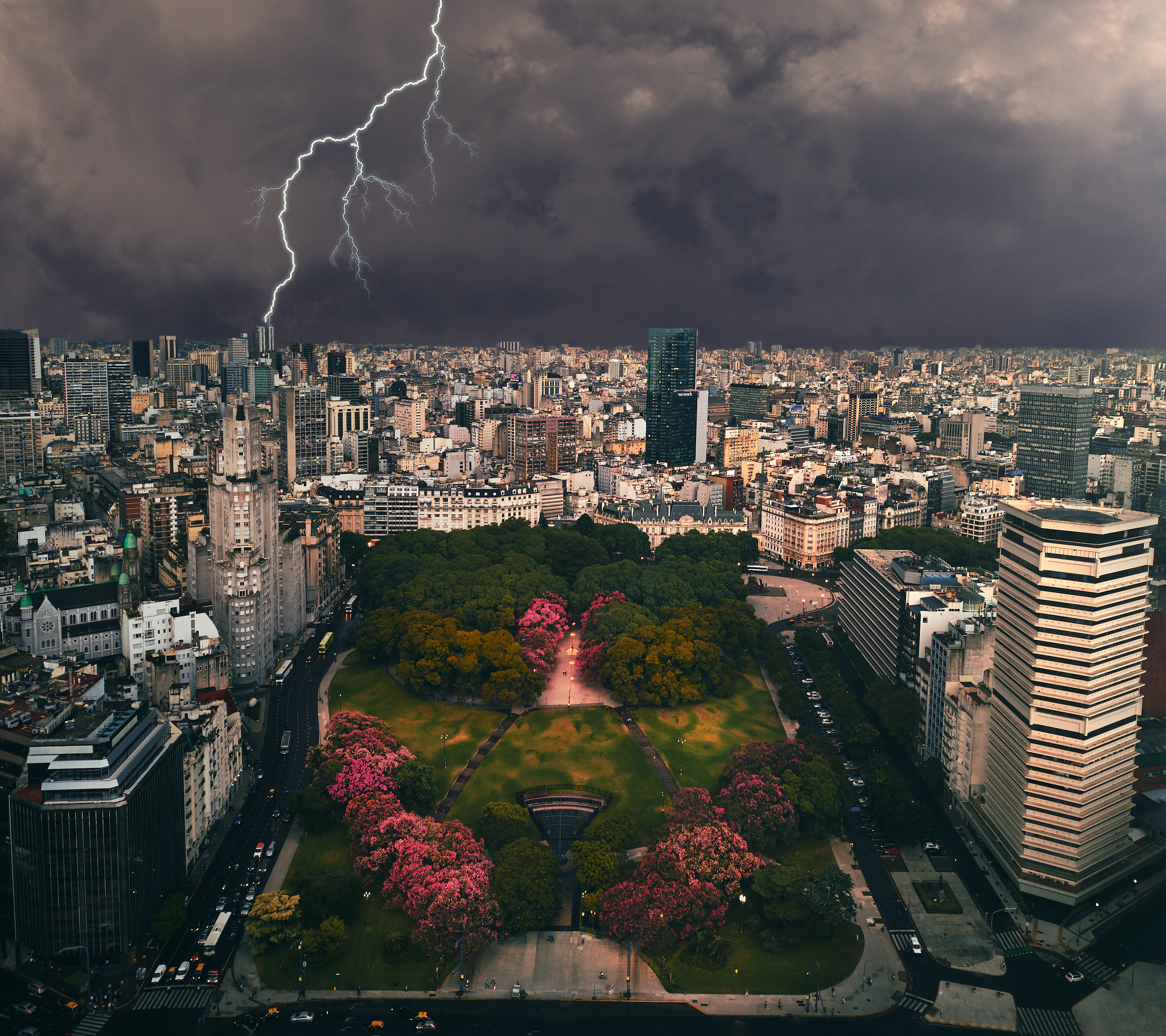
2018년

산 마르틴 광장(Plaza San Martín)은 아르헨티나 부에노스아이레스 레티로에 위치한 공원이다. 플로리다 번화가 근처에 있는 아름다운 광장이다. 남미 해방의 아버지 산 마르틴 장군이 기마대를 훈련시키던 곳이라 하여 그의 이름이 붙여졌다. 이 광장에는 그의 기마상, 기념비 등도 세워져 있다.